# 장수항
장수항은 대한민국 전라남도 고흥군 도양읍 장계리에 있는 어항이다. 1991년 4월 30일 지방어항으로 지정하여 관리하고 있다. 시설관리자는 고흥군수이다.

## 어항 연혁
마을지세가 거북이 꼬리형국이라 하여 장귀미라고 부르며 또 옛날 이 마을에 자손이 귀하여 거북이처럼 오래 살면서 번영을 바라는 뜻으로 마을 이름을 장수라 한다.

## 어항 구역
본 항의 어항구역은 다음과 같다.
- 수역: 장수지선 기점에서 동남 개구항

## 어항 시설
- 방파제 443m, 선착장 138m, 물양장 58m

## 주요 어종
- 장어, 낙지